# Fatma Hassonaová
Fatima Hassonaová nebo Fatima Hassouna (/həˈ suːnə / hə-SOO-nə; nepřechýleně Fatma Hassona; březen 2000 – 16. dubna 2025), byla palestinská fotožurnalistka, jejíž práce dokumentovala civilní život během války v Gaze. Mezinárodní uznání získala za svou niternou dokumentaci dopadů války a stala se námětem dokumentárního filmu Put Your Soul on Your Hand and Walk (Vlož svou duši do rukou a kráčej), který byl vybrán do filmového programu ACID, jenž byl promítán souběžně s filmovým festivalem v Cannes 2025. Byla zabita spolu s deseti členy rodiny při izraelském náletu na jejich dům v Gaze 16. dubna 2025.

## Raný život a vzdělání
Hassonaová se narodila v březnu v roce 1999 v Gaze a absolvovala multimediální obor na Univerzitě aplikovaných věd v Gaze. Život v Gaze začala dokumentovat po eskalaci nepřátelských akcí 7. října 2023. 

## Kariéra
Jako jedna z mála místních novinářů, kteří byli schopni dokumentovat válku poté, co Izrael zakázal zahraničním reportérům vstup do Gazy, Hassonaová zaznamenala nucené evakuace civilistů na základě izraelských vojenských rozkazů;  ničení infrastruktury v důsledku náletů; civilní oběti a pohřební rituály; a okamžiky odolnosti, včetně dětí hrajících si v troskách.
Dne 15. dubna 2025 zveřejnila svůj poslední příběh na Instagramu, na kterém byl zachycen západ slunce v Gaze, s popiskem: „Je to první západ slunce po dlouhé době“. 

## Put Your Soul on Your Hand and Walk
Film Put Your Soul on Your Hand and Walk (Vlož svou duši do rukou a kráčej, 2025) režiséra Sepideha Perského obsahuje videohovory mezi Hassounou a režisérem. Film byl vybrán do paralelní sekce ACID v Cannes, což je program nezávislých filmů promítaný během oficiálního filmového festivalu v Cannes. V jejich závěrečné výměně názorů Hassonaová persky řekla: „Přijedu do Cannes, ale musím se vrátit do Gazy. Nechci odjet.“ 

## Smrt
Hassonaová a deset příbuzných včetně její těhotné sestry byli zabiti, když 16. dubna 2025 izraelská raketa zasáhla jejich rodinný dům v čtvrti Al-Touffah v Gaze.   K útoku došlo den poté, co byl oznámen výběr jejího dokumentu pro festival v Cannes. Dříve na sociálních sítích napsala: „Pokud zemřu, chci hlasitou smrt.“
Izraelské obranné síly uvedly, že se zaměřily na „člena Hamásu zapojeného do útoků proti izraelským vojákům“ a tvrdily, že použily přesné zbraně.  Režisér Sepideh Farsi toto ospravedlnění odmítl: „Znám celou rodinu. Je to nesmysl.“

## Dědictví
Francouzská organizace ACID popsala Hassonaovou jako osobu s „úsměvem stejně magickým jako její houževnatost“.  Podle skupin pro svobodu tisku bylo v Gaze do dubna 2025 zabito přes 200 novinářů.  Mezinárodní federace novinářů zaznamenala od října 2023 v zóně konfliktu 157 úmrtí mediálních pracovníků.